# Rete ferroviaria della Lombardia
La Rete Ferroviaria della Lombardia è l'insieme delle linee ferroviarie della Lombardia.
Ogni provincia lombarda è attraversata da una o più linee ferroviarie di Rete Ferroviaria Italiana, per un totale di 1740 km, sulla quale operano 432 mezzi.
Nel territorio regionale si trovano inoltre linee ferroviarie gestite da FerrovieNord, da Ferrovie Emilia-Romagna (limitatamente alla provincia di Mantova) e dalla Ferrovia Retica (limitatamente alla provincia di Sondrio).

## Storia[2]
L'interesse per i treni in Lombardia nacque nel 1836, 25 anni prima dell'Unità d'Italia, quando nella milanese Piazza Mercanti venne esposto il modellino di una locomotiva. Dopo pochi anni, nel 1840, venne inaugurata la prima ferrovia lombarda, la linea Milano-Monza, inizio di una lunga rivoluzione industriale che coinvolgerà l'intera Regione. Nel frattempo nell'hinterland milanese, a Sesto San Giovanni, nacquero le prime industrie ferroviarie, e l'aumento dei mezzi fu sfruttato anche dalle Poste. La società evolve il suo sistema di consegne, basato interamente sulle carrozze trainate da cavalli. In un solo anno, si calcola che i passeggeri delle ferrovie siano stati circa 150.000. La crescita si allarga ai comuni limitrofi e negli anni dell'Unificazione Italiana il treno diventa uno dei mezzi più usati. Nacquero nel 1877 le Ferrovie Nord Milano, che, a fianco di FS, svilupparono il sistema ferroviario che è attivo ancora oggi nella Regione.

## Linee RFI
Sono incluse le linee che transitano parzialmente nella regione.

### A
- Ferrovia Alessandria-Piacenza
- Ferrovia Alta Valtellina

### B
- Ferrovia Bologna-Verona
- Ferrovia Brescia-Cremona

### C
- Ferrovia Cadenazzo-Luino
- Ferrovia Castagnole-Asti-Mortara
- Cintura sud (Milano)
- Ferrovia Colico-Chiavenna
- Ferrovia Como-Lecco
- Ferrovia Cremona-Fidenza
- Ferrovia Cremona-Mantova

### D
- Ferrovia Domodossola-Milano

### F
- Ferrovia di Valmorea
- Ferrovia Menaggio-Porlezza

### G
- Ferrovia Gallarate-Laveno
- Ferrovia Gallarate-Varese

### L
- Ferrovia Lecco-Bergamo
- Ferrovia Lecco-Brescia
- Ferrovia Lecco-Milano
- Linea di cintura (Milano)
- Ferrovia Luino-Milano

### M
- Ferrovia Mantova-Monselice
- Ferrovia Milano-Bologna
- Ferrovia Milano-Bologna (alta velocità)
- Ferrovia Milano-Genova
- Ferrovia Milano-Venezia
- Ferrovia Milano-Verona (alta velocità)

### N
- Ferrovia Novara-Pino

### P
- Ferrovia Palazzolo-Paratico
- Ferrovia Brescia-Parma
- Passante ferroviario di Milano
- Ferrovia Pavia-Alessandria
- Ferrovia Pavia-Cremona
- Ferrovia Pavia-Stradella
- Ferrovia Piacenza-Cremona
- Ferrovia Porto Ceresio-Milano

### S
- Ferrovia Seregno-Bergamo
- Ferrovia Suzzara-Ferrara

### T
- Ferrovia Tirano-Lecco
- Ferrovia Torino-Milano
- Ferrovia Torino-Milano (alta velocità)
- Ferrovia Treviglio-Bergamo
- Ferrovia Treviglio-Cremona

### V
- Ferrovia della Valtellina
- Ferrovia Varese-Porto Ceresio
- Ferrovia Vercelli-Pavia
- Ferrovia Verona-Mantova-Modena

## Linee Ferrovienord

### A
- Ferrovia Albairate-Milano passante-Seregno-Saronno.

### B
- Ferrovia Brescia-Iseo-Edolo

### M
- Ferrovia Milano-Saronno
- Ferrovia Milano-Asso
- Ferrovia Milano-Seveso-Mariano Comense
- Ferrovia Milano - Camnago-Lentate (vedi ferrovia Milano-Asso)

### S
- Ferrovia Saronno-Como
- Ferrovia Saronno-Laveno
- Ferrovia Saronno-Novara
- Ferrovia Saronno-Seregno

## Linee FER
Sono incluse le linee che transitano parzialmente nella regione.
- Ferrovia Parma-Suzzara
- Ferrovia Suzzara-Ferrara

## Linee RhB
- Ferrovia del Bernina